# SiPM

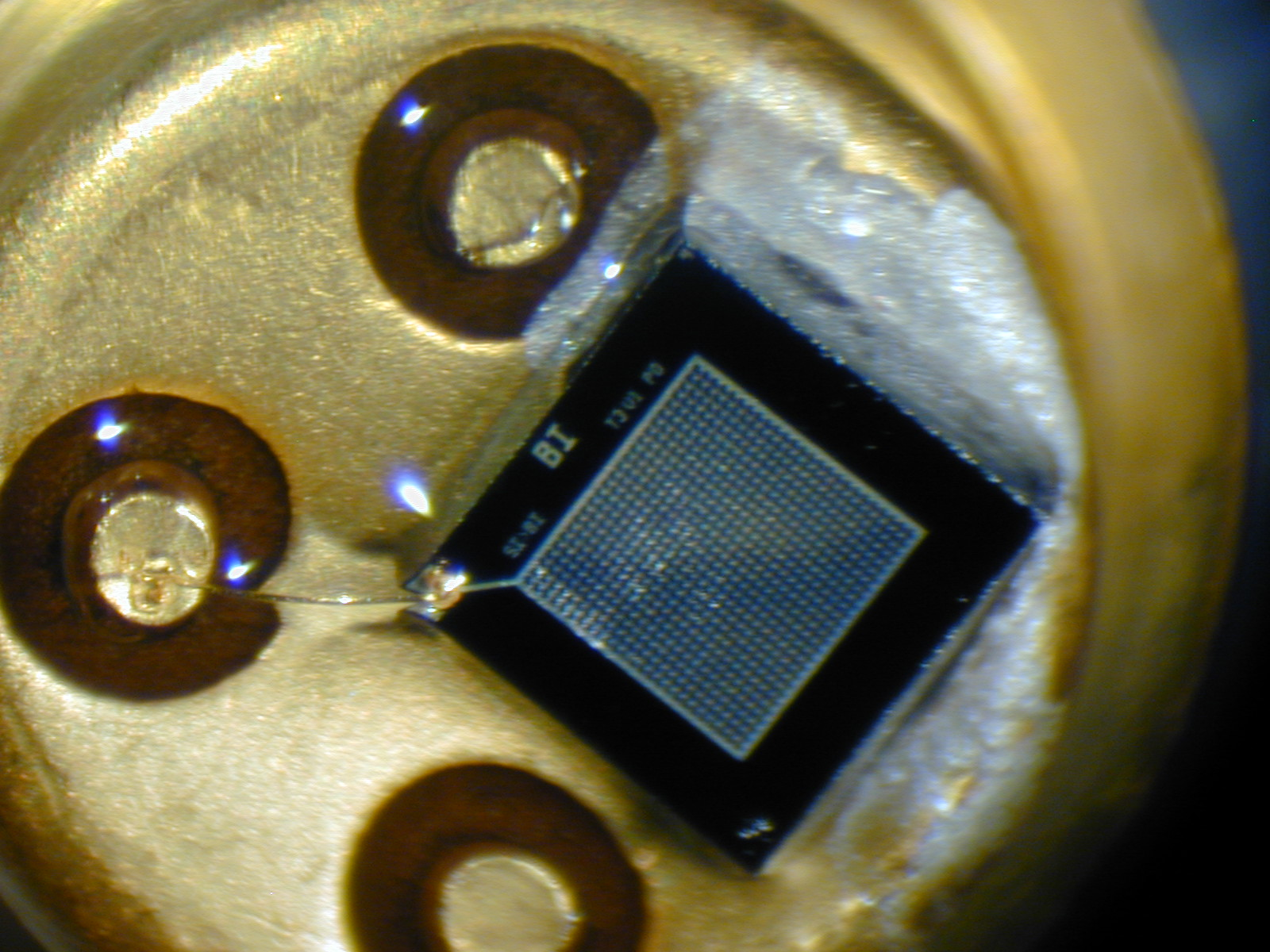
Uno dei primi SiPM prodotti in Italia dall'IRST di Trento.

Il SiPM, o Silicon Photomultiplier, è un tipo di fotomoltiplicatore al silicio.

## Costruzione
A differenza dei fotomoltiplicatori tradizionali (PMT o Photomultiplier Tubes), costruiti con tubi a vuoto, i SiPM sono prodotti direttamente da un wafer di silicio su cui vengono impiantate matrici costituite da array di microcelle su un comune substrato in silicio. Ciascuna microcella è un fotodiodo a valanga (Avalanche Photodiode, o APD) a singolo fotone. L'idea di base è la rilevazione di eventi a singolo fotone in APD connessi in sequenza.
Ciascun APD lavora in modalità Geiger ed è accoppiato agli altri tramite una resistenza in polisilicio integrata, per lo spegnimento della corrente di valanga (quenching resistor). Sebbene il dispositivo funziona in modo digitale/switching, il SiPM è un dispositivo analogico perché tutte le microcelle sono lette in parallelo, il che rende possibile generare segnali in una gamma dinamica che va dal singolo fotone fino a 1000 fotoni per un'area di un millimetro quadrato. La tensione di alimentazione (Vb) dipende dalla tecnologia usata per gli APD e varia in un intervallo tipico da 20 V a 100 V: si tratta di livelli di tensione che sono da 15 a 75 volte più bassi di quelli richiesti per un tradizionale fotomoltiplicatore a tubo (PMT). 
Le dimensioni tipiche di un SiPM sono da (1mm x 1mm) fino a (3mm x 3mm) ma, almeno in linea di principio, sarebbe possibile produrre geometrie arbitrarie. Le singole microcelle hanno dimensioni tipiche che vanno dai 20x20 µm ai 50x50 µm.

## Campi di utilizzo
Rispetto ai tradizionali PMT, i SiPM presentano numerosi vantaggi, quali, ad esempio, la già citata bassa tensione di funzionamento a seconda del modello e del costruttore) e l'insensibilità al campo magnetico, essendo stati sperimentati, senza nessun degrado di prestazioni, tramite esposizione a campi magnetici fino a 4 T.
Il loro principale limite applicativo è il rumore termico statistico (o di buio, in quanto presente anche in condizioni di non illuminazione del SiPM), che risulta grossomodo proporzionale all'area attiva. Ciò pone un chiaro limite alla realizzazione di SiPM di grande superficie attiva. Un certo miglioramento si ottiene utilizzandoli a bassa temperatura, ma così facendo si incrementa il contributo di un tipo di rumore correlato detto "afterpulsing". I SiPM diventano eccessivamente rumorosi oltre i 30 °C.
Altro limite è il danno da radiazioni; difatti, un significativo peggioramento delle prestazioni è stato osservato anche solo dopo un irraggiamento con 900 rad di protoni. Appaiono invece più robusti nei confronti dei raggi gamma.
In Italia i primi SiPM sono stati prodotti nel 2005 dall'ITC-irst (Istituto per la ricerca scientifica e tecnologica) di Trento (dal 2007 Fondazione Bruno Kessler) e dalla STMicroelectronics di Catania, nell'ambito di programmi di ricerca tecnologica svolti insieme all'Istituto nazionale di fisica nucleare.

## Specifiche tecniche
Specifiche tipiche per un SiPM:
1. Efficienza nella rilevazione dei fotoni (Photo detection efficiency, PDE): varia dal 20 al 50%, a seconda del dispositivo e della lunghezza d'onda, con valori simili a quella di un tradizionale fotomoltiplicatore a tubi.
2. Guadagno (G) simile a quello di un dispositivo tradizionale, pari a circa 106.
3. Dipendenza di G da Vb è lineare, non segue una legge di potenza, come nei fotomoltiplicatori tradizionali.
4. Il jitter di temporizzazione (Timing jitter) è ottimizzato per avere una risoluzione temporale nell'arrivo di un fotone di circa 100 ps.
5. Il tempo di decadimento del segnale è inversamente proporzionale alla radice quadrata del numero di fotoelettroni in ciascun evento di eccitazione.
6. I parametri del segnale sono praticamente indipendenti da campi magnetici esterni, a differenza dei comuni rilevatori con tubi a vuoto (PMT)
7. Le piccole dimensioni permettono un design meccanico leggero, compatto, e più robusto rispetto ai tubi tradizionali